# Yaw damper
Yaw damper é um sistema utilizado em aviões para correção automática do fenômeno chamado rolamento holandês. O yaw damper controla a extremidade do estabilizador vertical na empenagem do avião, corrigindo sua atitude de rolagem sempre que necessário. O sistema de yaw damper geralmente é acoplado ao sistema de voo automático (piloto automático).